# Franz Schubert (Kreisleiter)
Ne doit pas être confondu avec Franz Schubert.
Pour les articles homonymes, voir Schubert (homonymie).
Franz Schubert, né le 5 décembre 1905 à Maroldsweisach et mort le 4 août 1992 à Coblence, est un homme politique allemand membre du parti nazi, le NSDAP. De 1942 à 1944, Franz Schubert est Kreisleiter et Oberbürgermeister de Metz.

## Biographie
Franz Schubert fait ses études de 1919 à 1923 à l’école d'état des Forêts à Lohr. En 1923, il rejoint un mouvement politique de droite qui était le DNVP (Deutschnationale Volkspartei, qui fut allié du parti nazi pour les élections en 1932). Le 27 septembre 1926, il quitte le DNVP et adhère alors au parti nazi, dans le Palatinat, puis en Sarre.
En juin 1933, Schubert prend la direction de la section locale du NSDAP à Saint-Ingbert. À l'occasion de la fondation du front allemand dans le bassin de la Sarre, le 1er mars 1934, Schubert devient Kreisleiter, ou chef d'arrondissement, de Saint-Ingbert. À partir du 1er mars 1935, Schubert représente la Sarre et le Palatinat au Reichstag.
En janvier 1936, il est nommé maire de Sarrelouis. En janvier 1941, il devient chef de district à Sarrebruck, puis chef de district et maire de Ludwigshafen. En septembre 1942, Franz Schubert devient Kreisleiter et Oberbürgermeister de Metz. Il restera chef d'arrondissement de Metz-Campagne jusqu’à la libération de la ville, en novembre 1944.